# Qualificazioni al campionato mondiale femminile di calcio 2011 - UEFA - Fase a gironi, gruppo 6
Il gruppo 6 della sezione UEFA della qualificazioni al campionato mondiale femminile di calcio 2011 è composto da cinque squadre: Irlanda, Israele, Kazakistan, Russia e Svizzera.

## Formula
Le cinque squadre si affrontano in un girone all'italiana con partite di andata e ritorno, per un totale di 8 partite. La squadra prima classificata si qualifica direttamente alla fase finale del torneo, mentre la seconda classificata accede ai play-off qualificazione solamente se è tra le prime quattro tra le seconde classificate dei sette gruppi di qualificazione.
In caso di parità di punti tra due o più squadre di uno stesso gruppo, le posizioni in classifica vengono determinate prendendo in considerazione, nell'ordine, i seguenti criteri:
1. maggiore numero di punti negli scontri diretti tra le squadre interessate (classifica avulsa);
2. migliore differenza reti negli scontri diretti tra le squadre interessate (classifica avulsa);
3. maggiore numero di reti segnate negli scontri diretti tra le squadre interessate (classifica avulsa);
4. maggiore numero di reti segnate in trasferta negli scontri diretti tra le squadre interessate (classifica avulsa), valido solo per il turno di qualificazione a gironi;
5. se, dopo aver applicato i criteri dall'1 al 4, ci sono squadre ancora in parità di punti, i criteri dall'1 al 4 si riapplicano alle sole squadre in questione. Se continua a persistere la parità, si procede con i criteri dal 6 all'11;
6. migliore differenza reti;
7. maggiore numero di reti segnate;
8. maggiore numero di reti segnate in trasferta (valido solo per il turno di qualificazione a gironi);
9. tiri di rigore se le due squadre sono a parità di punti al termine dell'ultima giornata (valido solo per il turno preliminare e solo per decidere la qualificazione al turno successivo);
10. classifica del fair play (cartellino rosso = 3 punti, cartellino giallo = 1 punto, espulsione per doppia ammonizione = 3 punti);
11. posizione del ranking UEFA o sorteggio.

## Classifica finale
| Pos | Squadra    | Pt | G | V | N | P | GF | GS | DR  |
| --- | ---------- | -- | - | - | - | - | -- | -- | --- |
| 1.  | Svizzera   | 21 | 8 | 7 | 0 | 1 | 28 | 6  | +22 |
| 2.  | Russia     | 19 | 8 | 6 | 1 | 1 | 30 | 6  | +24 |
| 3.  | Irlanda    | 13 | 8 | 4 | 1 | 3 | 12 | 10 | +2  |
| 4.  | Israele    | 6  | 8 | 2 | 0 | 6 | 4  | 24 | -20 |
| 5.  | Kazakistan | 0  | 8 | 0 | 0 | 8 | 4  | 32 | -28 |

## Risultati
| Arbitro: | Christine Beck |

|                                 |           |  |
| Moser 56’ Dickenmann 64’ (rig.) | Marcatori |  |

| Arbitro: | Teodora Albon |

|           |           |                            |
| Meyer 87’ | Marcatori | 8’ Skotnikova 16’ Danilova |

| Arbitro: | Aneliya Sinabova |

|                          |           |                 |
| O'Sullivan 43’ Roche 87’ | Marcatori | 64’ Krassyukova |

| Arbitro: | Laurence Zeien |

|          |           |  |
| Erez 42’ | Marcatori |  |

| Arbitro: | Jenny Palmqvist |

|                                           |           |  |
| Morozova 12’ Savčenkova 52’ Petrova 90+1’ | Marcatori |  |

| Arbitro: | Kateryna Monzul' |

|                 |           |                        |
| Abbé 76’ (aut.) | Marcatori | 55’ Maendly 90+1’ Abbé |

| Arbitro: | Kirsi Heikkinen |

|           |           |                     |
| Yalova 6’ | Marcatori | 64’ Roche 70’ Tracy |

| Arbitro: | Mihaela Gurdon Bašimamović |

|           |           |                                                                          |
| Cohen 47’ | Marcatori | 10’ Porjadina 29’, 89’ Fomina 62’ Savčenkova 81’ Kuročkina 85’ Kožnikova |

| Arbitro: | Ann-Helen Østervold |

|  |           |                                 |
|  | Marcatori | 32’, 52’ O'Sullivan 81’ O'Brien |

| Arbitro: | Gordana Kuzmanović |

|                                                                            |           |  |
| Abbé 8’, 64’ Barqui 14’ (aut.) Stein 68’ Dickenmann 71’ Crnogorčević 90+3’ | Marcatori |  |

| Arbitro: | Sabine Bonnin |

|  |           |                                                                         |
|  | Marcatori | 42’, 56’ (rig.), 71’ (rig.), 89’ Kuročkina 44’ Savčenkova 52’ Terechova |

| Arbitro: | Jana Adámková |

|           |           |                       |
| Grant 57’ | Marcatori | 21’ Maendly 54’ Beney |

| Arbitro: | Monica Mularczyk |

|  |           |           |
|  | Marcatori | 71’ Sofer |

| Arbitro: | Dagmar Damková |

|  |           |                              |
|  | Marcatori | Kuster 18’ Bachmann 77’, 78’ |

| Arbitro: | Donka Zheleva-Terzieva |

|                 |           |                                            |
| Yalova 16’, 44’ | Marcatori | 15’ Bachmann 43’, 56’ Dickenmann 57’ Meyer |

| Arbitro: | Alexandra Ihringova |

|                                                              |           |  |
| Kuročkina 5’ (rig.) Skotnikova 24’ Kožnikova 31’ Sočneva 80’ | Marcatori |  |

| Arbitro: | Cristina Dorcioman |

|                  |           |               |
| Grant 59’ (rig.) | Marcatori | 64’ Kožnikova |

| Arbitro: | Christina Westrum Pedersen |

|                                                               |           |  |
| Crnogorčević 4’, 27’, 44’, 57’, 77’ Zumbühl 7’ Moser 11’, 56’ | Marcatori |  |

| Arbitro: | Claudine Brohet |

|                                                                           |           |  |
| Skotnikova 2’ Sočneva 34’, 88’ Danilova 50’, 55’, 62’, 72’ Semenčenko 64’ | Marcatori |  |

| Arbitro: | Elia María Martínez Martínez |

|                          |           |  |
| O'Sullivan 59’, 64’, 80’ | Marcatori |  |

## Statistiche

### Classifica marcatrici
6 reti
- Fiona O'Sullivan

- Olesja Kuročkina (3 rig.)

- Ana-Maria Crnogorčević

5 reti
- Elena Danilova

4 reti
- Lara Dickenmann (1 rig.)

3 reti
- Anna Kožnikova
- Valentina Savčenkova
- Tat'jana Skotnikova

- Ekaterina Sočneva
- Caroline Abbé

- Ramona Bachmann
- Martina Moser

2 reti
- Ciara Grant (1 rig.)
- Stephanie Roche

- Mariya Yalova
- Elena Fomina

- Sandy Maendly
- Isabelle Meyer

1 rete
- Michele O'Brien
- Yvonne Tracy
- Yifat Cohen
- Danielle Sofer
- Or Erez

- Yekaterina Krassyukova
- Elena Morozova
- Ol'ga Petrova
- Ol'ga Porjadina
- Elena Semenčenko

- Elena Terechova
- Noémie Beney
- Selina Kuster
- Danique Stein
- Selina Zumbühl

1 autorete
- Maya Barqui (a favore della Svizzera)
- Caroline Abbé (a favore di Israele)